# Neofusulina
Neofusulina es un género de foraminífero bentónico de la subfamilia Eofusulininae, de la familia Fusulinidae, de la superfamilia Fusulinoidea, del suborden Fusulinina y del orden Fusulinida. Su especie tipo es Eofusulina (Paraeofusulina) subtilissima. Su rango cronoestratigráfico abarca el Moscoviense superior (Carbonífero superior).

## Discusión
Clasificaciones más recientes incluyen Neofusulina en la subclase Fusulinana de la clase Fusulinata.

## Clasificación
Neofusulina incluye a la siguiente especie:
- Neofusulina subtilissima †